# Husref Musemić
Husref Musemić (Janja, 4 juli 1961) is een Bosnische voetbalcoach en voormalig voetballer. Hij kwam uit voor FK Sarajevo en Rode Ster Belgrado en voor FC Twente in Nederland. Hij is een jongere broer van de Joegoslavische international Vahidin Musemić.
Musemić debuteerde in 1979 op het hoogste niveau voor FK Sarajevo. De aanvaller speelde 118 wedstrijden voor deze ploeg, waarin hij 47 keer scoorde. In 1983 speelde hij zijn enige interland voor Joegoslavië.
Van 1985 tot 1989 kwam Musemić uit voor Rode Ster Belgrado, waarmee hij in 1988 landskampioen in Joegoslavië werd. In seizoen 1988/89 kwam hij met zijn club uit in de Europacup I. In 1989 verkaste hij naar Heart of Midlothian FC in Schotland, maar na slechts enkele wedstrijden gespeeld te hebben, keerde hij terug bij FK Sarajevo.
In december 1990 werd hij aangetrokken door FC Twente in Nederland. Bij Twente was hij voornamelijk reservespeler, in anderhalf seizoen kwam hij tot tien officiële wedstrijden. In augustus 1991 werd hij verhuurd aan VVV maar hij kreeg daarvoor geen toestemming van de Stichting Arbeidszaken Betaald Voetbal (SABV). In 1992 verliet hij Twente. Musemić kwam vervolgens nog uit voor SC Pfullendorf in Duitsland en speelde op 30 november 1995 één interland voor Bosnië en Herzegovina.
Musemić was van 2006 tot 2008 coach van FK Sarajevo en sinds 2008 van FK Olimpik Sarajevo.